# Алимпий (Гусев)
Митрополи́т Али́мпий (в миру Алекса́ндр Капито́нович Гу́сев; 14 августа 1929, Нижний Новгород — 31 декабря 2003, Москва) — епископ Русской православной старообрядческой церкви, её предстоятель с титулом митрополит (с 1986 по 1988 — архиепископ) Московский и всея Руси (1986—2003).

## Биография

### Ранние годы
Родился 1 (14) августа 1929 года в Сормове, который годом ранее вошёл в состав Нижнего Новгорода (в 1932—1990 годы именовался Горький), старообрядческой семье Капитона Ивановича и Александры Ивановны Гусевых. Семья была многодетной: у Александра были братья, Леонид и Евгений, и сёстры, Зоя, Софья и Евстолия.
В 1932 году семья переехала в город Лысково, где мальчик воспитывался в церковной старообрядческой среде. Сам митрополит всегда считал себя лысковским уроженцем, ибо значительная часть жизни его связана с этим небольшим поволжским городом.
Семья Гусевых была очень набожной. С закрытием и разорением в 1936 году лысковского старообрядческого храма, арестом священника Иерофея Горшкова семья Гусевых приютила у себя его супругу Марфу Горшкову. Богослужения продолжались в тайной моленной, устроенной в подвале дома родственника семьи Виктора Бармина. Позднее по настоянию священника Стефана Хапугина из села Красный Яр в доме Гусевых была устроена моленная во имя святого славного апостола и евангелиста Иоанна Богослова, освящённая по малому чину тайно проживавшим в Лыскове священником Кирилом Бушуевым.
Всю войну отец, мобилизованный на трудовой фронт, проработал на военном заводе в городе Дзержинске Горьковской области. Семья сильно нуждалась в военное и послевоенное время.
В 1945 году в Горьком открыли старообрядческую церковь, а домашний храм Гусевых закрыли. Теперь старообрядцам из Лыскова, чтобы попасть на богослужение, приходилось преодолевать путь в 100 км. Среди богомольцев, добирающихся до Горького на церковные праздники, был и юный Александр Гусев. В 1946 году в возрасте 17 лет архиепископом Иринархом (Парфёновым) был поставлен в стихарные чтецы к Успенскому храму в Горьком.
В послевоенные годы устроился работать бакенщиком, о чем впоследствии вспоминал: «Работа была тяжёлая, постоянно в воде. Ночью пройдет плот, два-три бакена собьет. Какие мы найдем — ставим обратно, какие не найдём — ставим новые». Потом Александр служил в пожарной команде Лыскова, откуда был призван во флот, в морской стройбат в Кронштадте. В течение четырёх лет проходил срочную службу в военно-морской строительной части в Кронштадте на Балтийском флоте ВМФ СССР. В 1953 году с серьёзно подорванным здоровьем демобилизовался и вернулся в Лысково, где вновь поступил на работу в пожарную команду.

### Диакон, священник и епископ
По благословению духовного отца, протоиерея Петра Селина из Горького, в 1959 году переехал в село Дурасово Костромской области для помощи 85-летнему священнику Алексию Сергееву. В 1961 году по требованию властей покинул село и отправился в Горький и стал исполнять обязанности уставщика при Успенской церкви.
В 1967 году власти Горького закрыли и взорвали старообрядческий храм, а вместо него передали верующим заброшенную церковь на кладбище. На освящение нового храма прибыл архиепископ Иосиф (Моржаков). Он рукоположил Александра в сан диакона. Митрополит Алимпий рассказывал: «Когда владыка Иосиф предложил мне стать дьяконом, то сказал: или женись, или давай обет безбрачия. Я отца Петра Селина спросил, он и посоветовал принять безбрачие, чтобы каждый день молитвенное правило читать по монастырскому уставу». После этого 18 лет он прожил в келье на колокольне Успенского храма, исполняя по благословению священника Петра Селина иноческий устав.
В эти годы власти запрещали домашнее духовное воспитание, не пускали молодёжь в храмы. Казалось, что «древлее благочестие» вымирает. К началу «перестройки» в СССР осталось три престарелых архиерея: архиепископ Никодим (Латышев), епископы Анастасий (Кононов) и Евтихий (Кузьмин). При этом архиепископ Никодим тяжело болел и безвыездно жил в Молдавии, в родном селе Старая Добруджа. Как отмечалось на сайте РПСЦ: «Старообрядческий духовный центр на Рогожском в 80-е годы прошлого века мало походил на современный. Жизнь здесь была сосредоточена в Покровском храме, колокольне и бывшей покойницкой часовне, в которой разместилась Митрополия. Несмотря на столичный статус и ежедневные богослужения, архиерейские службы были прихожанам в диковинку — глава Церкви архиепископ Никодим (Латышев) значительную часть времени пребывал в Молдавии. В период до поставления настоятелем Покровского собора о. Александра Берестнёва даже священников приходилось вызывать из весьма отдаленных приходов».
В конце 1985 года в храме Успения Богородицы села Старая Добруджа епископом Донским и Кавказским Анастасием (Кононовым) рукоположён в сан иерея, а вскоре в храме во имя пророка Илии в Гомеле епископом Анастасием пострижен в иночество с именем Алимпий.
5 января 1986 года, по благословению архиепископа Никодима (Латышева), епископы Донской и Кавказский Анастасий (Кононов) и Киевско-Винницкий и Одесский Евтихий (Кузьмин) в Покровском кафедральном соборе города Клинцы рукоположили священноинока Алимпия во епископа Клинцовского и Новозыбковского. Предполагалось, что после смерти архиепископа Никодима епископ Анастасий станет архиепископом, а епископ Алимпий возглавит Донскую и Кавказскую епархию.
11 февраля 1986 года скончался архиепископ Никодим (Латышев), после чего местоблюстителем стал епископ Анастасий (Кононов), но и он умер 9 апреля того же года. Епископ Евтихий (Кузьмин) был тяжело болен, в связи с чем 10 апреля на собрании духовенства, собравшегося на погребение епископа Анастасия, епископ Алимпий был избран новым местоблюстителем. В ходе прошедшего с 1 по 4 июля 1986 года Освященного собора, избран избран предстоятелем с титулом «архиепископ Московский и всея Руси». Интронизация совершена 6 июля 1986 года в Покровском соборе Рогожского кладбища в Москве епископом Киевским, Винницким и Одесским Евтихием (Кузьминым), епископом Кишинёвским Тимоном (Домашовым) и епископом Браиловским Киприаном (Савичи) (РПСЦ в Румынии).

### Предстоятель РПСЦ
О том в каком состоянии тогда пребывала возглавляемая им свидетельствует его доклад «О состоянии Русской Старообрядческой Церкви и её насущных нуждах», прочитанный им на Освященном соборе 1986 года: «На сегодня у нас имеется пять епархий: Московская, Киевско-Винницкая, Донская и Кавказская, Клинцовская и Новозыбковская, Кишинёвская — и предельно малое число епископов — трое… На сегодня у нас имеется 126 приходов. А священников всего 54, причем многие из них преклонного возраста или больны. Это вынуждает нас нагружать священника несколькими приходами, часто удаленными друг от друга на сотни и даже тысячи километров… О состоянии и судьбе нашего древнего знаменного пения хотелось бы сказать особо. <…> пока чаще можно услышать искажение, а не исполнение. Число хорошо знающих знаменную нотацию певцов катастрофически уменьшается, а учить некому и негде… <…> Свечей выпускается в год около 30 т., количественно удовлетворяется потребность приходов. Но качество в последнее время настолько понизилось, что ниже некуда. Свечи коптят, сгибаются в дугу еще до зажжения, плывут».
В первые годы своего предстоятельства в рамках политики лояльности советской власти участвовал в санкционированном властями движении за мир, к которому Московская старообрядческая архиепископия подключилась ещё в 1950 году. 18 ноября 1986 года вместе с иереями Виктором Жильцовым и Леонтием Пименовым принял участие в проходившей в Троице-Сергиевой лавре встрече глав, представителей церквей и религиозных объединений СССР, целью которой было подведение итогов вклада конфессий в укрепление международного мира. 14—16 февраля 1987 года участвовал в проходившем в Москве форуме «За безъядерный мир, за выживание человечества», собравший более тысячи представителей науки, культуры, религиозных организаций и общественных деятелей из 80 стран. В «Церковном календаре» на 1987 год опубликовал статью «Семьдесят лет мирных устремлений нашей страны» с критикой гонки вооружений и эскалации ядерной угрозы; данная статья вызвала резко отрицательный отзыв в австралийском старообрядческом журнале «Церковь».
В начале архипастырской деятельности начал активно посещать старообрядческие приходы. 12 июля 1986 года на праздник апостолов Петра и Павла, провел богослужение в храме Покрова Пресвятыя Богородицы в Стрельникове, 15 июля посетил храм в селе Дурасово и в тот же день — селе Дворищи (все три — Костромская области). 2 августа 1986 года, на престольный праздник пророка Илии, посетил общину в Гомеле (Белоруссия). 19 августа 1986 года — город Клинцы Брянской области, 28 августа — приход в селе Рытово Владимирской области, 21 сентября 1986 года — Новосибирск, 27 сентября — Томск, 4 декабря — Горький. В июне и июле 1987 года, посетил общины Костромской и Ярославской областей, в двадцатых числах — приходы в Верещагине, Агееве, Перми. 2 и 19 августа — Гомель и Клинцы, в конце августа — Киев. Во Киеве встретился с председателем Совета по делам религий УССР Н. А. Колесником, чтобы обсудить вопросы празднования 1000-летия Крещения Руси в Киеве и Белой Кринице. В октябре 1987 года посетил Ленинград и Ижевск.
На прошедшем 18-21 июля 1988 года Освященном соборе, проходившем на Рогожском кладбище в Москве в дни празднования 1000-летия Крещения Руси, был избран митрополитом Московским и всея Руси несмотря на возражения присутствовавшего на соборе первого заместителя председателя Совета по делам религиозных культов при Совмине СССР М. А. Иволгина, который заявил, что пункт о преобразовании архиепископии в митрополию необходимо снять с повестки дня, так как Совет не готов к таким переменам. Ему ответил протоиерей Леонтий Пименов: «Смеем вас заверить от лица всего Освященного Собора, что, приступая к решению данного вопроса, мы будем действовать со всей возможной ответственностью». В итоге вопрос о митрополии остался и был положительно решён. 24 июля, на память святой княгини Ольги, епископ Кишинёвский Тимон (Домашов) и епископ Киево-Винницкий и Одесский Иоанн (Витушкин) совершили его интронизацию.
В январе 1991 году совершил поездку в Румынию, встретился с митрополитом Белокриницким Тимоном (Гавриловым), гости из СССР приняли также участие в совместном богослужении и хиротонии священноинока Афанасия в сан епископа Буковино-Молдавского, присутствовали на заседании Освященного собора. В апреле того же года митрополит Тимон посетил с ответным визитом Московскую митрополию. В октябре 1992 года митрополит Алимпий возглавил 200-летие главного храма РПСЦ — Покровского собора на Рогожском кладбище в Москве. На юбилей приехали представители старообрядческих Церквей из 20 стран мира, в том числе и митрополит Белокриницкий и всех древлеправославных христиан Тимон (Гаврилов).
В 1993 году освятил храмы в селе Большое Мурашкино Нижегородской области, Ярославле, новый каменный храм в Старой Добрудже (Молдавия), в Верещагине. В феврале 1995 года в связи с обращением митрополита Алимпия правительство Москвы передало старообрядцам в безвозмездное бессрочное пользование здания и сооружения церковно-архитектурного ансамбля XVIII — начала XX веков «Рогожская слобода», расположенные на территории охранной зоны. Специальным постановлением отменено решение исполкома Моссовета от 1986 года о строительстве в этом месте 16-этажного жилого дома, а также плавательного бассейна.
2 августа 1995 года включён в состав созданного тогда же Совета по взаимодействию с религиозными объединениями при Президенте Российской Федерации, в котором состоял до кончины.
В 1996 году в рамках празднования 600-летия святителя Стефана Пермского митрополит Алимпий посетил Пермь и Шамары. 7 по 14 ноября 1996 году вместе с новым митрополитом Белокриницким Леонтием (Изотом) председательствовал на Освященном соборе в Белой Кринице, собравшем представителей двух митрополий, приуроченном к 150-летнему юбилею восстановления церковной иерархии в старообрядческой Церкви. 11 ноября, в день присоединения к Церкви митрополита Амвросия, Собор принял решение о причислении его к лику святых. Эта канонизация была первой в ряду целого ряда прославлений на Соборах и Советах митрополии РПСЦ.
В середине 1990-х годов началось обсуждение нового закона, регулирующего конфессиональную сферу, что было связано с необходимостью установления более жёсткого контроля государства над конфессиональной сферой, так как особое беспокойство вызывало усиление активности новых для России, прежде всего зарубежных, религий и деструктивных сект. Значительное влияние на разработку положений нового закона оказала Русская православная церковь. На волне электорального цикла 1995—1996 годов, стремясь использовать мобилизационный ресурс религиозных организаций, большинство политических сил выступало за необходимость поддержки со стороны государства «традиционных» конфессий и усиление контроля за зарубежными религиями и сектами. В июне 1997 года Закон «О свободе совести и о религиозных объединениях» был принят парламентом. Однако со стороны части общественно-политических сил, ряда конфессиональных меньшинств РФ и зарубежных государств и организаций последовала негативная реакция на Закон. 15 августа 1997 года Совет Московской митрополии РПСЦ выразил мнение, что действующий Закон «О свободе вероисповеданий» 1990 года является более приемлемым, чем новый Закон «О свободе совести и о религиозных объединениях». По оценке митрополита Алимпия, Закон 1997 года, «коренным образом меняющий всю систему отношений религиозных организаций как между собой, так и с государством», был принят без широкого обсуждения, «тайно и поспешно», без привлечения к обсуждению и старообрядцев. Также митрополит Алимпий отмечал, что новый закон «выражает узкокорыстные интересы только одного религиозного объединения, того, чьи представители работали над текстом». Также представители РПСЦ выражали недовольство в отношении государственной власти в связи с тем, что имущество, которое они считали своим, возвращалось государством структурам РПЦ. Митрополит Алимпий дважды обращался к президенту РФ Б. Н. Ельцину в связи с тем, что в новом законе «О свободе совести» не было учтено предложение о проверке возвращаемого государством Церкви имущества на конфессиональную принадлежность, и власти, игнорируя старообрядцев, передают его Московскому патриархату. В течение августа-сентября 1997 годы шла доработка Закона с участием представителей широкого круга конфессий, в том числе старообрядцев. В стремлении повлиять на разрабатываемый законопроект старообрядцы провели ряд встреч с представителями государственной власти и руководства политических партий. Окончательно Закон «О свободе совести и о религиозных объединениях» с внесенными в него поправками был подписан Президентом РФ 26 сентября 1997 года и 1 октября вступил в силу. Из всех претензий старообрядцев к первоначально принятой версии Закона было удовлетворено только требование об отказе от разделения конфессий на общероссийские и региональные. Состоявшийся в октябре 1997 года Освященный собор РПСЦ принял к сведению и исполнению Закон «О свободе совести и о религиозных объединениях», однако дал ему негативную в целом оценку.
В мае 1997 года посетил приходы Одесской области Украины: Вилково, Килия, Муравлёвка, Измаил. 22 декабря 1997 года совершил чин освящения отреставрированного Успенского храма-колокольни на Рогожском кладбище. К этому времени удалось вернуть часть изначально принадлежавших ей колоколов, переданных старому и новому Московскому художественному академическому театру (MXAT).
Освящение храмов продолжалось в последующие годы: в 1999 году были освящены храмы в городе Меленки Владимирской области, станице Берёзовской Волгоградской области, селе Волое Калужской области, кафедральный собор в Новосибирске, храм Сретения чудотворной иконы Божией Матери Владимирской в Турчаниновом переулке в Москве. 1 июня 2000 года митрополит Алимпий совершил чин освящения нового храма в селе Путино Пермской области, 16 июля того же года — домовой церкви в Лыскове, 1 октября того же года — в Козьмодемьянске (Марий-Эл), 20 сентября вместе с епископом Савватием (Козко) — в Каменец-Подольском Хмельницкой области. 25 декабря — в Миассе Челябинская области. В том же году с архипастырским визитом посетил Санкт-Петербург, Великий Новгород, Кронштадт. 1 апреля 2001 года митрополитом Алимпием был освящён Михайловский храм в городе Кильмезь Кировской области, 19 сентября того же года — Введенский храм в городе Балта Одесской области, 10 февраля 2002 года — храм в деревне Давыдово Московской области, 7 июня того же года — в станице Манычской Ростовской области.
При нём стали ежегодно собираться Освященные соборы с полноправным участием священства и мирян (один человек — один голос). Делегатами Освященного собора по должности были епископы, настоятели храмов и икономы. Дополнительно каждая община могла избирать на общем собрании одного делегата (мирянина или священнослужителя). Большие общины (например, Московская и Нижегородская) могли избирать до пяти делегатов. Такой уровень внутрицерковной демократии является уникальным для российской церковной истории (как дораскольной, так и старообрядческой). По решению Освященного собора 1999 года начал издаваться официальный «Вестник митрополии».
В августе 1999 года на празднование 70-летия митрополита Алимпия были приглашены глава администрации президента А. С. Волошин, мэр Москвы Ю. М. Лужков, и. о. вице-премьера правительства РФ В. И. Матвиенко, писатель А. И. Солженицын, депутат Государственной думы РФ М. А. Мень. Из важных персон лично прибыл только Михаил Мень; Матвиенко прислала пространное поздравление, а Лужков — одного из своих заместителей.
30 марта 2000 года подписал документ, благословляющий возобновление традиции всероссийских старообрядческих съездов мирян. Первый (или восемнадцатый с учётом дореволюционных) съезд после почти столетнего перерыва собрался 17—20 мая 2000 года в Рогожском посёлке. Однако результаты съезда его не устроили. Сказалось отсутствие опыта и живых контактов с массой мирян, неспособность справиться с попытками активного мирянина Елисея Елисеева, руководившего съездом, взять под свой контроль новосозданный финансовый Фонд Съездов православных мирян. Вначале митрополит колебался, но под влиянием священников Леонида Гусева, Леонтия Пименова и Валерия Шабашова, а также из-за конфликтности Елисея Елисеева, фактически отозвал свое благословение. Больше подобные съезды не собирались.
В последние годы жизни серьёзно болел. 6 января 2003 года, накануне Рождества Христова, был срочно госпитализирован в связи с сердечным приступом. Больничный режим митрополита отличался беспрецедентной строгостью и секретностью, в палату к нему допускается крайне ограниченное число лиц, среди которых настоятель кафедрального собора протоиерей Леонид Гусев и зять последнего, иерей Сергий Лесуренко. После выписки его здоровье было весьма слабым. Управление РПСЦ фактически взял на себя протоиерей Леонид Гусев. В этот год жизни не был созван традиционный ежегодный Освященный собор на Покров Пресвятой Богородицы
Скончался 31 декабря 2003 года. Похоронен на Рогожском кладбище в Москве. Похороны состоялись 4 января 2004 года на Рогожском кладбище. По сложившейся традиции ежегодно 31 декабря в Покровском соборе на Рогожском кладбище совершалась заупокойная Литургия.

## Взгляды и характер
Не интересовался светской музыкой и литературой, не смотрел телевизор, не слушал радио, но нередко читал газету «Известия», а иногда и патриотические листки. На досуге читал «Жития святых» на церковнославянском языке, а иногда читал «Пандекты» и «Тактикон» Никона Черногорца. Художественной литературы на современном русском языке почти не читал.
В одежде отличался непритязательностью, был верен монашескому обету личного нестяжания. От усердного наложения крестного знамения его будничная ряса была до дыр пробита на плечах. Крайне редко употреблял алкогольные напитки, в основном вино или коньяк, почти никогда пиво, водку не пил вовсе. В еде отличался умеренностью, любил рыбные блюда, в том числе из благородных пород рыб, особенно уху, любил грибные блюда. Следуя иноческим правилам, не ел мяса.
Скептически относился к учёности, особенно к высшему образованию, считая, что знание делает людей надменными. В людях ценил простоту, скромность, честность и непритязательность. С подозрением относится к инициативным и популярным священнослужителям, таким как епископ Андриан (Четвергов), протоиерей Сергий Маслов, протоиерей Валентин Новожилов, священник Евгений Чунин, священник Виктор Жильцов и другие. С особенной подозрительностью относился к епископу Кишинёвскому Зосиме (Еремееву), отличавшемуся не только самостоятельностью, но и жёстким и властным характером.
По мнению Даниила Щипкова, митрополита Алимпия «отличала скромность и даже замкнутость, характерная для старообрядцев времён гонений, помогавшая им выжить и сохранить свою веру». Он редко выезжал за пределы Рогожского посёлка (в Москве) и осуществлял скорее духовное, а не административное управление.
О его отношении к другим конфессиям и согласиям можно судить по таким его словам: «Нет истинной веры, кроме Христианства. Нет Христианства, кроме Православия. Нет Православия, кроме того, которое исповедуют христиане-старообрядцы нашей Церкви».

## Итоги и оценки деятельности
За время возглавления митрополитом Алимпием РПСЦ были возведены в сан шесть епископов: он возглавлял все епископские хиротонии. При нём были возрождены или созданы новые епархии: Ярославско-Костромская, Сибирская, Дальневосточная, Казанско-Вятская. Кроме того, он принял участие в двух архиерейских хиротониях в Румынской старообрядческой митрополии с центром в городе Брэила. К 1 января 2003 в РПСЦ действовало 11 епархий, которыми управляли 7 епископов. В России существовали 184 прихода, ещё около 70 — за рубежом, в основном в Украине и Молдавии. Были рукоположены десятки священников и диаконов, поставлено более сотни чтецов. Но и этого в масштабах всей РПСЦ было недостаточно: многие приходы, число которых также возрастало, так и остались без настоятелей. Почти все возведённые и отреставрированные при нём храмы были освящены лично им.
С 1990 года начало развиваться старообрядческое книгоиздательство. В дополнение к издававшемуся в советское время старообрядческому церковному календарю, стали издаваться: журнал «Церковь», сборник «Духовные ответы», епархиальные и приходские газеты, богослужебная литературара. Вышли в свет: энциклопедический словарь «Старообрядчество», несколько научных трудов по истории старообрядчества, ряд сочинений апологетов старообрядчества.
Митрополиту Алимпию не удалось решить большинство проблем во взаимоотношениях с другими старообрядческими объединениями: так, не удалось добиться объединения с Русской древлеправославной церковью («Новозыбковским согласием»); дальше нескольких частных встреч и обмена любезностями дело не пошло. Наоборот, отношения ухудшились в связи с приёмом в РПСЦ запрещённых клириков РДЦ. Встречи митрополита с беспоповцами также не привели к значительным результатам, единственное исключение — присоединения к РПСЦ тысяч бывших часовенных в Свердловской и Пермской областях, а также принятие постриженника беспоповских енисейских скитов инока Евагрия, вскоре рукоположенного в священный сан. С избранием митрополитом Белокриницким молодого и амбициозного Леонтия (Изота), осложнились отношения с Румынской митрополией. С одной стороны, причиной этому было противодействие его избранию на митрополичий престол со стороны протоиерея Леонида Гусева, а с другой стороны — недовольство отказом митрополита Алимпия передавать в его юрисдикцию старообрядческий приход в Западном Сиднее, поскольку митрополит Леонтий считал всю старообрядческую диаспору находящейся в его ведении. А в конце 2003 году митрополит Леонтий в одностороннем порядке принял в свою юрисдикцию группу мятежных сибирских клириков во главе со священником Елисеем Елисеевым.
В конце 1980-х годов многие надеялись, что количество приходов РПСЦ возрастёт как минимум в 2—3 раза, а РПСЦ прочно займёт «второе место» после Русской православной церкви среди православных деноминаций России. Хотя РПСЦ к концу правления митрополита Алимпия и являлась второй по численности официально зарегистрированных приходов православной конфессией в России, она так и не стала значительным фактором религиозной жизни российского народа. Во многих, некогда традиционных старообрядческих местах, таких как Уфа, Ногинск, Поморье, Иргиз за время предстоятельства митрополита Алимпия так и не появились приходы РПСЦ. Степень вины во всём этом самого митрополита Алимпия остаётся дискуссионной. По мнению одних, главным причинами маргинального положения РПСЦ в новых условиях были пассивность и ошибки митрополита Алимпия. Так, епископ ДЦХ (БИ) Алимпий (Вербицкий) отмечал, что «когда в начале 90-х в обществе проснулся интерес к Церкви, то грех было этим не воспользоваться, но всё разбилось о равнодушие и бездеятельность администрации митрополита Алимпия (Гусева). После юбилейного собора 1988 года, который, казалось бы, должен был дать толчок к развитию, на самом деле несколько лет подряд Митрополия была как парализованная. Во всех сферах церковной жизни царил застой и бесхозяйственность. Были заблокированы все восстановительные проекты. Митрополия всячески препятствовала открытию новых храмов. В то время другие конфессии пользовались моментом для возрождения, а тут ожидался конец света». Другие склонны были объяснять такое положение РПСЦ в первую очередь объективными факторами. Так, Даниил Щипков писал и о сформировавшейся за годы советской власти в старообрядческой среде закрытости от общества, в котором старообрядцы были лишены возможности вести свою деятельность. Также он отмечал существенные изменения, произошедшие со старообрядчеством по сравнению с предреволюционными временами, когда в старообрядческой среде были не только «деревенские» люди, но и успешные предприниматели, фабриканты, меценаты, чего не было после распада СССР. Михаил Тульский добавляет, что даже в тех традиционно старообрядческих местах, где были приходы РПСЦ: Гуслицы, Боровск, Брынский край, терские станицы, старообрядчество за годы советской власти перестало быть численно доминирующей конфессией. Также, по его мнению, такое положение старообрядчества как одной из незначительных, хотя и уважаемых «традиционных конфессий», вполне устраивало власти.
Кроме того, многих старообрядцев вполне устраивала подобная закрытость и маргинальность. Когда митрополит Андриан (Четвергов), сменивший митрополита Алимпия на посту предстоятеля РПСЦ, установил тесные контакты со светской властью, стал посещать светские приёмы в Кремле, стал первым за более чем 300-летнюю историю руководителем старообрядческой церкви, который встретился с руководством Русской православной церкви и начал переговоры о возможном сотрудничестве, это вызвало серьёзное недовольство у ряда священнослужителей и мирян РПСЦ, которое едва не привело к открытому внутрицерковному конфликту. Годы его предстоятельства характеризовались практически полным отсутствием официальных контактов с Русской православной церковью. Неофициальные (личные) контакты были всегда, но на общий фон отношений это не влияло. Напротив, он выражал недовольство претензиями Московского Патриархата занять прежнее привилегированное положение в России. Подобная закрытость, вкупе с традиционным для старообрядчества недоверчивым отношением к «господствующей церкви», побудили к переходу в РПСЦ некоторых разочаровавшихся в Русской православной церкви мирян. Отношение к РПЦ у них было зачастую намного более жёстким и непримиримым, чем у «коренных» старообрядцев. При этом в некоторых городских приходах число «коренных» старообрядцев составляло уже меньшинство. По мнению священника Иоанна Миролюбова, именно такие неофиты и становились главными ревнителями чистоты веры.
Значительную роль в руководстве церковью в годы предстоятельства митрополита Алимпия играл его брат, протоиерей Леонид Гусев (1932—2005), которого он назначил настоятелем кафедрального Покровского собора в Москве и управляющим делами Московской митрополии. Особенно усилилось его влияние в последние годы жизни митрополита Алимпия, когда протоиерей Леонид стал фактически взял управление церковью на себя. Как отмечает Фёдор Конев, последние годы митрополита Алимпия были омрачены его болезнями и общим чувством стагнации, глухого застоя. После кончины брата Леонид Гусев был отстранён от всех постов и назначен настоятелем небольшого храма в селе Рытово Владимирской области, где и скончался в 2005 году.
24 декабря 2023 года в Доме причта на Рогожском прошёл вечер памяти митрополита Алимпия, приуроченный к 20-летию его кончины. На сайте РПСЦ по этому случаю отмечалось, что митрополит Алимпий явил «пример горячей веры в Бога, непрестанных молитв и требовательного к себе образа жизни».